# Sulfato de mercurio(I)
El sulfato de mercurio(I), también conocido como sulfato mercurioso, es un compuesto químico.  Su fórmula química es Hg2SO4. Tiene iones de mercurio y sulfato.  El mercurio está en su estado de oxidación +1.

## Propiedades
El sulfato de mercurio(I) es un sólido de color amarillo blanquecino. No es soluble en agua. Se disuelve en ácido nítrico diluido.

## Preparación
Se obtiene disolviendo una gran cantidad de mercurio en ácido sulfúrico concentrado. También se puede hacer reaccionando nitrato de mercurio(I) con cualquier sulfato o ácido sulfúrico.